# Dzartsemi
Dzartsemi (en georgiano: ძარწემი) o Dzartsem (en osetio: Дзарцъем) es un pueblo que pertenece a la parcialmente reconocida República de Osetia del Sur, parte del distrito de Tsjinval, aunque de iure pertenece al municipio de Kurta de la región de Iberia Interior de Georgia.

## Geografía
Dzartsemi se encuentra en el lado izquierdo del río Gran Liajvi, a 10 km de Tsjinvali. La aldea se administra desde el pueblo de Kemerti.  

## Historia
De 1922 a 1990, formó parte del distrito de Tsjinval del óblast autónomo de Osetia del Sur. De 1990 a 2006, formó parte del raión de Kareli y, desde 2006, forma parte del municipio de Kurta. Durante la guerra de Osetia del Sur de 1991-1992, las autoridades georgianas lograron controlar el pueblo y los osetios huyeron del lugar. 
La mayor parte de la población fue evacuada en vísperas de la guerra ruso-georgiana, en agosto de 2008. Tras la retirada de las tropas georgianas, muchas viviendas fueron incendiadas, y el resto de la población huyó. Desde 2008, el territorio de la aldea está bajo el control de las autoridades de la República de Osetia del Sur y la aldea ha estado desierta. Dzartsemi alberga un campo de entrenamiento militar ruso y en abril de 2016, las tropas de ingeniería de la base militar rusa en Osetia del Sur limpiaron el campo de entrenamiento de municiones sin detonar.

## Demografía
La evolución demográfica de Dzartsemi entre 1916 y 2015 fue la siguiente:
| 645                                                      | 650 | 665 | 648 | 552 | 650 | 0 |
| (Fuente: Population of South Ossetia since Soviet times) |     |     |     |     |     |   |

Según el censo soviético de 1959, la mayoría de la población local eran georgianos.  En los distintos censos, la composición étnica del pueblo era la siguiente:
|              | 1916      | 1916       | 1989      | 1989       | 2002      | 2002       |
| Grupo étnico | Población | Porcentaje | Población | Porcentaje | Población | Porcentaje |
| ------------ | --------- | ---------- | --------- | ---------- | --------- | ---------- |
| Georgianos   | 573       | 89%        | 541       | 98%        | 624       | 96%        |
| Osetios      | 72        | 11%        | 11        | 2%         | 26        | 4%         |
| Total        | 645       | 100%       | 552       | 100%       | 650       | 100%       |